# DJI Mavic Air
Die DJI Mavic Air ist eine ferngesteuerte kompakte Quadcopter-Drohne für private und kommerzielle Luftbildfotografie und Videografie, hergestellt vom chinesischen Technologieunternehmen DJI. Sie wurde als eine tragbarere Version der DJI Mavic entwickelt. Ihr Nachfolger ist die DJI Mavic Air 2

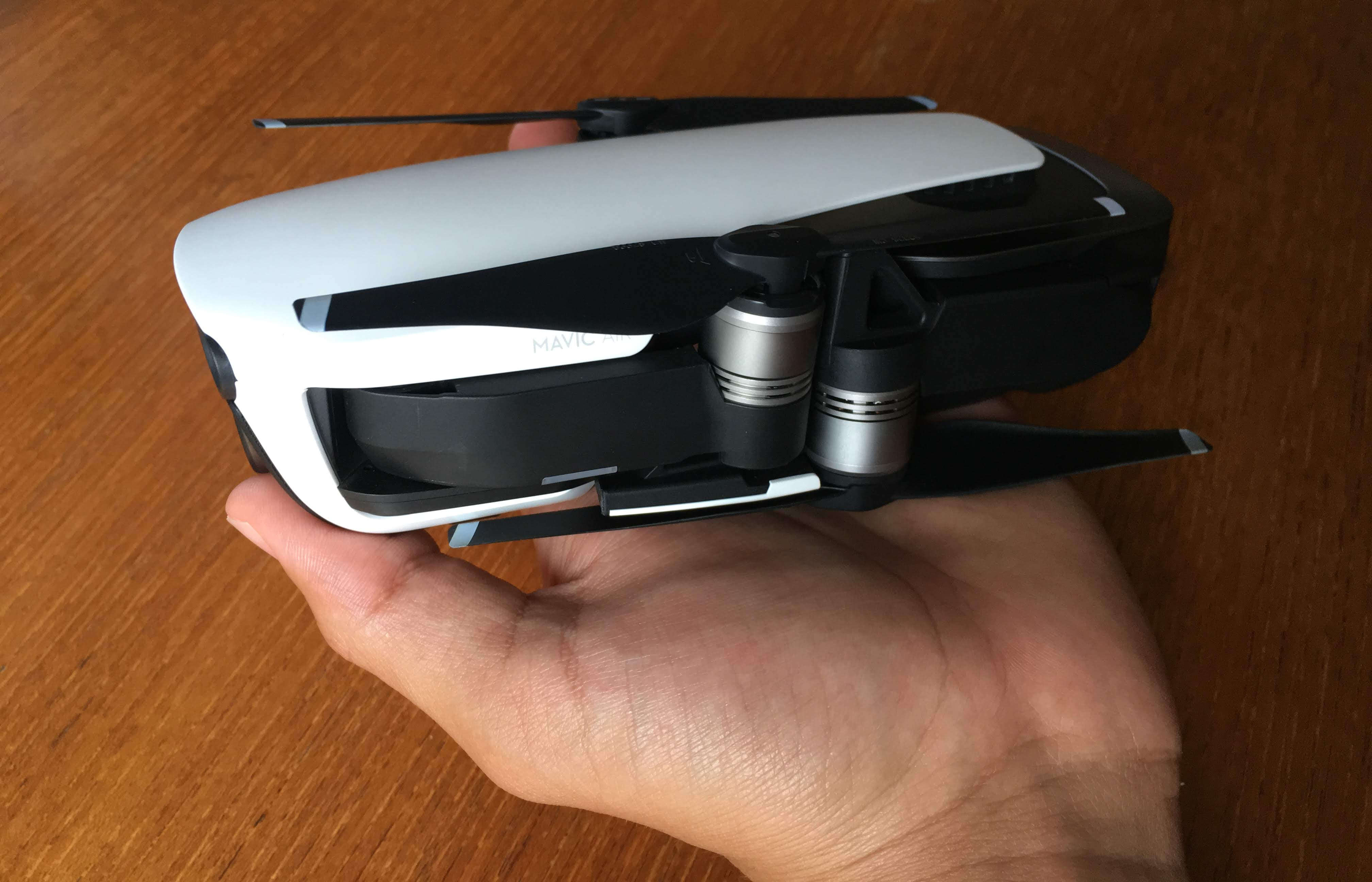
Im Gegegsatz zu späteren Air-Modellen wurden bei der Mavic Air die Arme seitlich angeklappt

## Design und Entwicklung
Modellnummer U11X
Die Mavic Air wurde im Januar 2018 als tragbarere Weiterentwicklung der DJI Mavic angekündigt. Wie die Mavic ist auch die Mavic Air ein faltbarer Quadcopter, allerdings lassen sich die Arme und Propeller einklappen, sodass sie bündig mit der Seite der Drohne abschließen, im Gegensatz zur Over/Under-Fold-Konfiguration der Mavic. Dadurch ist die Mavic Air nur halb so groß wie die Mavic Pro und mit 430 g um 41 % leichter. Die Mavic Air ist mit einer 1/2,3" CMOS-Kamera mit einem 24-mm-Objektiv an einem 3-Achsen-Gimbal, das 4K-Videos mit 30 Bildern pro Sekunde und 1080p-Videos mit 120 Bildern pro Sekunde aufnehmen kann. Die Kamera verfügt über einen neuen Panoramamodus, der 25 Fotos in acht Sekunden zu einem „Sphärenpanorama“ zusammenfügt.  Die Air verfügt außerdem über ein dreidirektionales Hindernisvermeidungssystem mit sieben Sensoren und einen 2375 mAh Akku, der ihr eine maximale Flugzeit von 21 Minuten ermöglicht. Dank der am Landegestell angebrachten Antennen hat die Drohne eine Reichweite von 2 Kilometern.  Wie die DJI Spark verfügt auch die Mavic Air über den SmartCapture-Modus, bei dem die Drohne durch Handgesten gesteuert werden kann.

## Technische Daten
Quelle: Website des Herstellers
|                           | DJI Mavic Air                  |
| UAS-Klasse                | ohne Klassifizierung           |
| Einführungsjahr           | 2018                           |
| Startmasse                | 430 g                          |
| Maße (ohne Propeller)     | 168 × 184 × 64 mm              |
| max. Flugzeit             | 21 Minuten                     |
| Hindernisvermeidung       | Vorwärts, rückwärts, abwärts   |
| max. Flughöhe (N.N)       | 5000 m                         |
| max. Reichweite           | 4 km (FCC) 2 km (CE)           |
| max. Steiggeschwindigkeit | 4 m/s                          |
| max. Sinkgeschwindigkeit  | 3 m/s                          |
| Windwiderstand            | 38 hm/h                        |
| max. Geschwindigkeit      | 68,4 km/h                      |
| max. Fotoauflösung        | 12 MP                          |
| max. Videoauflösung       | 4K/30 fps                      |
| Bildsensor                | 1/2,3″ CMOS                    |
| Objektiv                  | 24 mm                          |
| Sichtfeld                 | 85°                            |
| Blende                    | f/2.8                          |
| Zoom                      | ohne                           |
| Gimbal                    | 3-Achsen                       |
| ISO Foto                  | 100 – 3200                     |
| ISO Video                 | 100 – 3200                     |
| Verschlusszeit            | 8 – 1/8000 s                   |
| Max. Video Bitrate        | 100 Mbit/s                     |
| Fotoformat                | JPEG / DNG (RAW)               |
| Videoformat               | MP4 / MOV (H.264 / MPEG-4 AVC) |
| Akku-Art                  | 3S Li-Po                       |
| Akku                      | 2375 mAh                       |
| Positionsbestimmung       | GPS + GLONASS                  |
| Übertragungssystem        | Wi-Fi                          |
| Interner Speicher         | 8 GB                           |
| Betriebstemperatur        | 0 bis 40 °C                    |